# Quintin Laing
Quintin Laing (Harris, Saskatchewan, 8 de juny de 1979) és un jugador d'hoquei sobre gel canadenc que juga a l'equip estatunidenc dels Washington Capitals, de la Lliga Nacional d'Hoquei. Laing va fer el seu debut a la NHL a la temporada 2003-04 amb els Chicago Blackhawks. Fou un dels jugadors més apreciats de la temporada 2007-08. A l'octubre del 2008 va anar a jugar al Washington Capitals com a capità.